# David Onyemata
David Onyemata (* 13. November 1992 in Lagos) ist ein nigerianischer American-Football-Spieler. Er spielt bei den Atlanta Falcons in der National Football League (NFL) auf der Position des Defensive Tackles. Zuvor stand Onyemata sieben Jahre lang bei den New Orleans Saints unter Vertrag.

## College
Onyemata, der in seiner Kindheit Fußball gespielt hatte, kam zum Studium nach Kanada an die University of Manitoba. Erst dort lernte er American Football kennen und begann mit diesem Sport, weil er ein Hobby suchte. Da er außergewöhnliches Talent zeigte, schaffte er es bald in das Team der Universität. Er bestritt für die Bisons 37 Spiele, wobei er nicht nur 166 Tackles setzen konnte, sondern ihm auch 9,5 Sacks sowie zwei Passverteidigungen gelangen.

## NFL
Onyemata wurde 2016 sowohl beim NFL Draft als auch im Draft der CFL ausgewählt. Er entschied sich gegen die Saskatchewan Roughriders und für die New Orleans Saints, die ihn in der 4. Runde als insgesamt 120. ausgewählt hatten, nachdem sie mit den Washington Redskins zwei Fünftrundenpicks (2016 und 2017) gegen diesen Pick getauscht hatten, um so weiter nach vorne zu rücken und ihn aussuchen zu können.
Er konnte sich als Profi gleich etablieren und kam in seiner Rookie-Saison in allen 16 Partien zum Einsatz, 2017 lief er erstmals als Starter auf. Auch 2018 bestritt er alle Spiele. 2019 wurde Onyemata, den die Polizei im Februar mit Marihuana für den Eigenbedarf erwischte, dafür von der Liga für das erste Spiel der Saison gesperrt. Die restlichen Partien bestritt er jeweils als Starter. Im März 2020 unterschrieb er bei den Saints einen neuen Dreijahresvertrag in der Höhe von 27 Millionen US-Dollar, 18 Millionen davon garantiert. In der Spielzeit 2020 gelang ihm auch seine erste Interception im ersten Spiel gegen den späteren Super-Bowl-Sieger Tampa Bay Buccaneers. Im Juli 2021 wurde bekannt, dass Onyemata positiv auf eine verbotene Substanz getestet wurde, wofür er für die ersten sechs Spiele der Saison 2021 gesperrt wurde.
Im März 2023 unterschrieb Onyemata einen Dreijahresvertrag im Wert von 35 Millionen US-Dollar bei den Atlanta Falcons.